# Kotawiec jasnonogi
Kotawiec jasnonogi (Chlorocebus sabaeus) – gatunek ssaka naczelnego z podrodziny koczkodanów (Cercopithecinae) w obrębie rodziny koczkodanowatych (Cercopithecidae). Niektóre źródła podają, że wszyscy członkowie rodzaju kotawiec są jednym rozpowszechnionym gatunkiem Chlorocebus aethiops (kotawiec zielonosiwy). Pomimo iż nie jest zagrożony wyginięciem, jest wymieniony w Załączniku II konwencji CITES oraz przydzielony do kategorii B w konwencji Algierskiej. Żyje również na wielu obszarach chronionych.

## Zasięg występowania
Występuje w Afryce Zachodniej, od Senegalu po rzekę Woltę. Został introdukowany na Wyspy Zielonego Przylądka oraz na wyspy Ameryki Środkowej: Saint Kitts, Nevis, Saint-Martin i Barbados, gdzie został przywieziony pod koniec XVII wieku, kiedy statki handlarzy z niewolnikami kursowały z Afryki Zachodniej na Karaiby.
Chociaż preferuje on określone warunki środowiskowe, potrafi łatwo zaadaptować się do różnych siedlisk. W Afryce występuje na południe od Sahary, w lasach przygranicznych sawann. Obszary te charakteryzują się zwykle niskimi, krzaczastymi drzewami i wysokimi trawami. Małpy te unikają wnętrza gęstych, wilgotnych lasów równikowych. Skolonizowały one również regiony przybrzeżne Afryki Zachodniej, chociaż jest to odstępstwo od norm siedliskowych. Uważa się, że ostatnie zniszczenia siedlisk i wylesianie przyczyniły się do niedawnych migracji. Na Karaibach gatunek ten zajmuje rozmaite siedliska, w tym bagna namorzynowe, sektory rolne i wysoce zaludnione tereny miejskie.
Pomimo że kotawiec jasnonogi nie jest uważany za gatunek zagrożony, istnieją obawy, że dalsze łowiectwo, pułapki i niszczenie siedlisk mogą doprowadzić do znacznego spadku populacji w rodzimej Afryce. Na Karaibach, gdzie zostały introdukowane, koczkodany uważane są za szkodniki. Ich populacja znacznie się zagęściła na niektórych obszarach z powodu braku naturalnych drapieżników.

## Taksonomia
Gatunek po raz pierwszy naukowo opisał w 1766 roku szwedzki przyrodnik Karol Linneusz nadając mu nazwę Simia sabaea. Miejsce typowe według oryginalnego opisu to „Afryka, Egipt, Wysp Zielonego Przylądka”, uściślone do Wysp Zielonego Przylądka, ale najprawdopodobniej Senegal. Linneusz swój opis oparł na „Le grand Singe de la Cochinchine” Mathurina Jacquesa Brissona z 1756 i na „The St. Jago Monkey” George’a Edwardsa z 1758 roku.
Ch. sabaeus może w ograniczonym stopniu krzyżować się z Ch. tantalus w Ghanie. Gatunek ten przez długi czas był uważany za część Cercopithecus i często był traktowany jako podgatunek Ch. aethiops. 
Autorzy Illustrated Checklist of the Mammals of the World uznają ten takson za gatunek monotypowy.

### Etymologia
- Chlorocebus: gr. χλωρος khlōros „bladozielony, żółty”; κηβος kēbos „długoogoniasta małpa”[15].
- sabaeus: etymologia niejasna, Linneusz nie wyjaśnił znaczenia epitetu gatunkowego[1].

## Charakterystyka

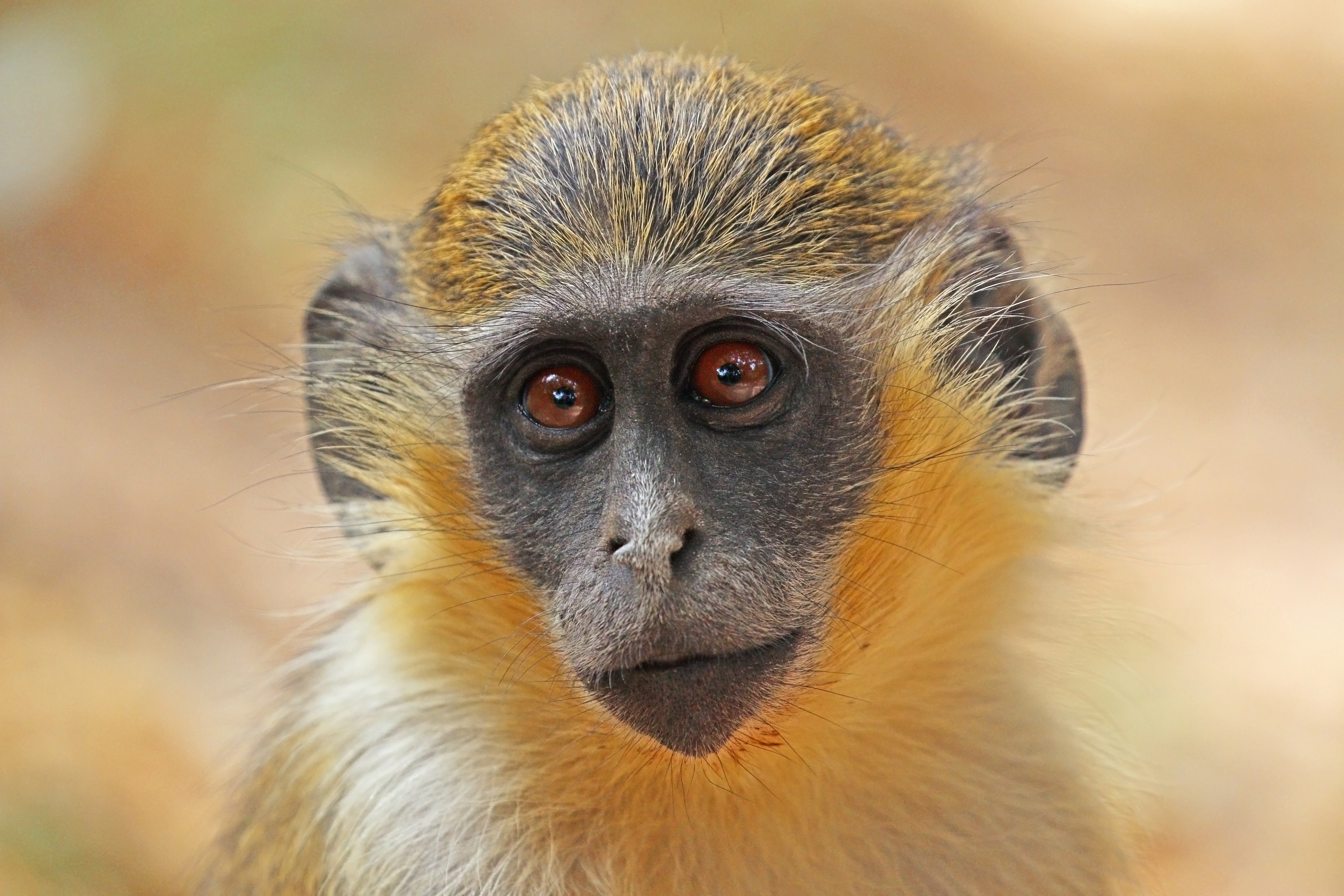
Młody dorosły, Gambia

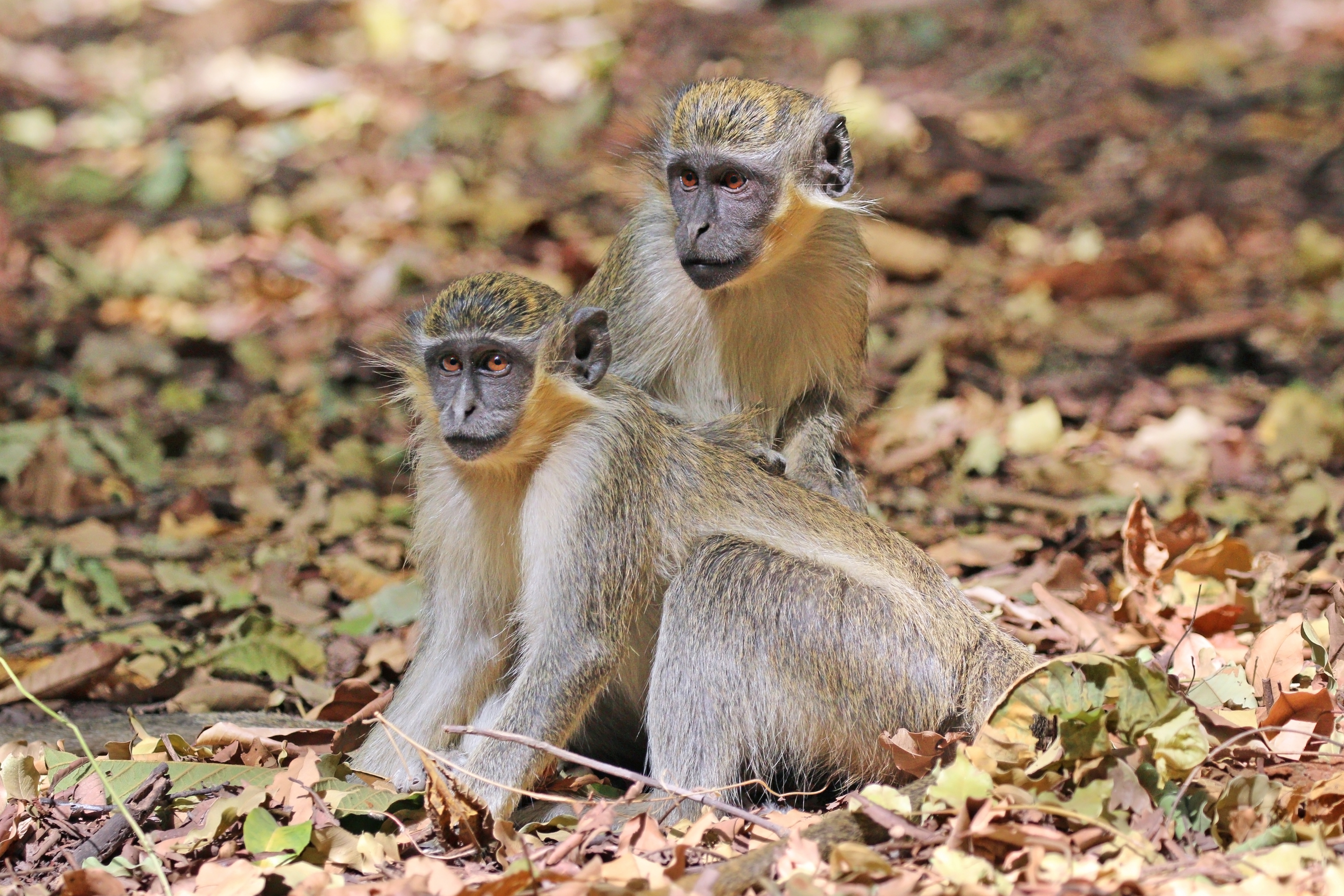
Dorosłe osobniki, Gambia

Jego ciało pokryte jest gęstym złotym futrem z zielonym odcieniem. Końcówka ogona, tył ud, jak i wąsy na policzkach są żółtozłote. Dłonie i stopy są blade, twarz pozbawiona jest włosów, ale pokryta ciemnobrązową skórą, obrysowaną delikatną linią białego futra. Nie ma wyróżnionych kępek futra na brwiach, jak u innych gatunków kotawca.Podobnie jak inne małpy zwierzokształtne, ma długie, smukłe, chwytne ogony. Porusza się na czterech łapach na ziemi lub na drzewach. Jest stosunkowo lekki, więc zwinnie podróżuje na szczytach gałęzi, używając czterech kończyn.
Kotawce jasnonogie cechuje dymorfizm płciowy, przejawiający się w różnicach w wielkości obu płci. Długość ciała (bez ogona) samic 30–50 cm, samców 42–60 cm, długość ogona samic 41–66 cm, samców 46–76 cm; masa ciała samic 1,5–4,9 kg, samców 3,1–6,4 kg. 
Samce mają bladoniebieską mosznę oraz wyraźnie czerwone prącia.

## Ekologia
Jako przedstawiciele rodziny koczkodanowatych kotawce jasnonogie są wysoce uspołecznione i zazwyczaj żyją w grupach liczących od 7 do 80 osobników. W obrębie tych grup można zauważyć odrębną hierarchię społeczną, o której świadczą przez zachowania pielęgnacyjne oraz stosunki płciowe. Samce i samice współuczestniczą w wymianie między grupami. Gdy osiągną dojrzałość płciową, przenoszą się z grupy do grupy z najbliższymi członkami rodziny. To pomaga uniknąć drapieżników, zmniejszyć kojarzenie krewniacze i zwiększyć rozprzestrzenianie się genów. Małe pokrywanie się terytorium koczkodanów istnieje w wielu siedliskach. Samce alfa ustanawiają dominacje poprzez walkę fizyczną lub pokazywanie moszny. Pozycja społeczna determinuje dostęp do kolegów i zasobów. Samce alfa ograniczają bliskość innych samców do samic i bronią swojego terytorium fizyczną agresją przed obcymi samcami. Tylko wtedy, gdy żywność lub siedlisko stają się niewystarczające, pojawia się konfrontacja terytorialna.
Małpy te porozumiewają się zarówno werbalnie, jak i niewerbalnie. Mają inny głos, którego używają, aby ostrzec innych w grupie przed drapieżnikiem, a nawet potrafią wydawać inne dźwięki dla konkretnych drapieżników. Język ciała, tak jak jasno ubarwione genitalia, jest używany do zaalarmowania niebezpieczeństwa, ale może zostać również użyty jako sposób ustanawiania dominacji. Udokumentowano także, że kotawce jasnonogie mogą używać wyrazu twarzy do wyrażania swojego stanu emocjonalnego.

### Pożywienie
Odżywia się zarówno owocami, jak i liśćmi, w zależności od dostępności zasobów. Dostosowuje się do dostępnych bogactw naturalnych w zależności od pory roku i warunków środowiskowych. Szukaj pożywienia wzdłuż sawann, jedząc dostępne trawy. Niemniej jednak owoce są bardziej preferowane, niż liście i mniej pożywne trawy powszechnie występujące w sawannach. Owoce zazwyczaj są zbierane na drzewach, w głównej mierze są to: banany, papaje i mango. Na wolności używa worków policzkowych, charakterystycznych dla wszystkich przedstawicieli koczkodanowatych, do przechowywania i przenoszenia żywności. Takie zachowanie chroni cenny pokarm przed innymi konsumentami i pozwala dalej zbierać jedzenie przez dłuższy czas.

### Rozmnażanie

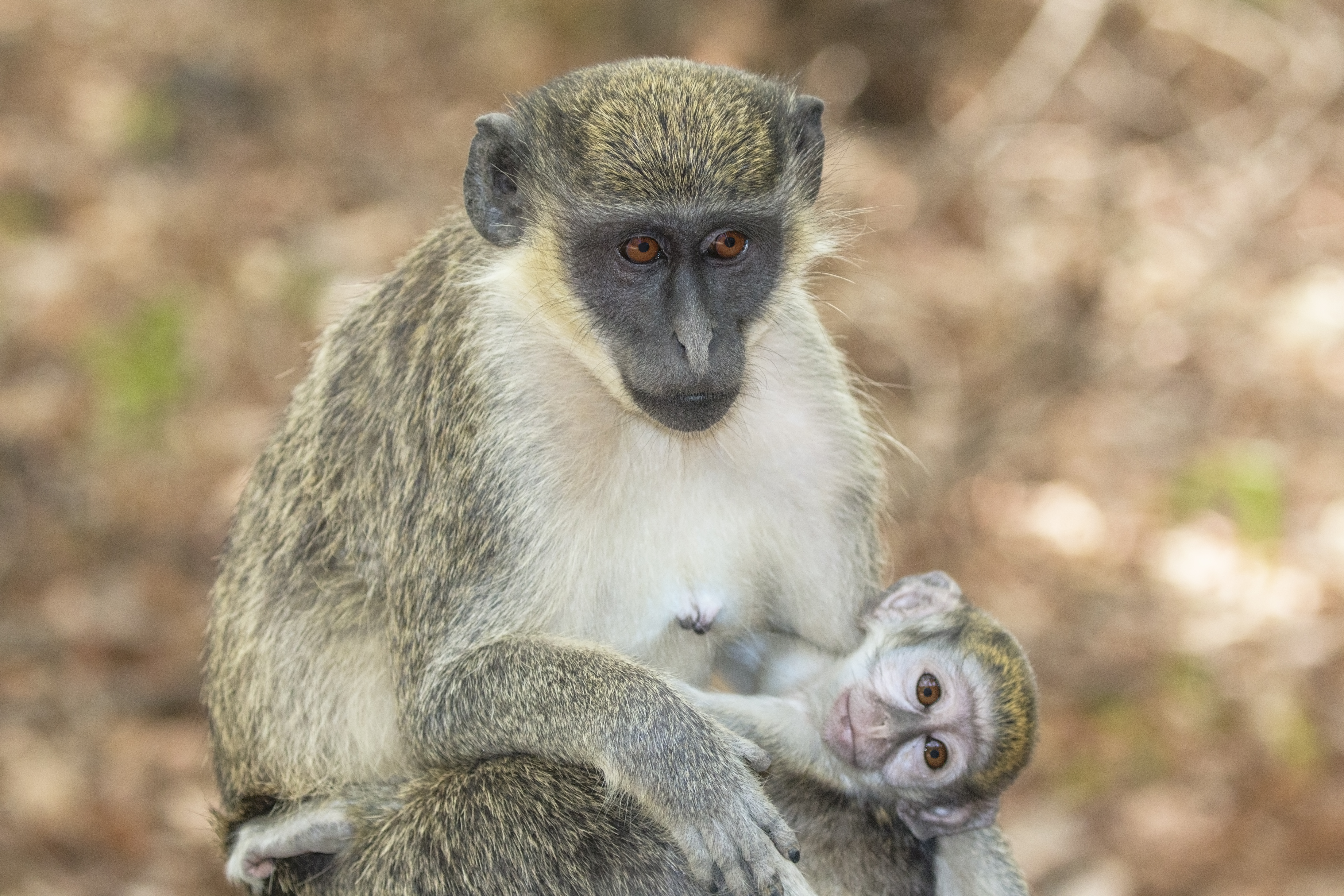
Samica z młodym, Gambia

Kotawce jasnonogie żyją w stadzie obracającym się wokół samców alfa, którzy mają kontrolę nad interakcjami społecznymi i współżyciem pomiędzy innymi samcami i samicami w grupie. Rozmnażają się raz w roku. Odstęp czasu między każdą próbą kopulacji zależy od sukcesu lub porażki poprzedniej ciąży. Ta zazwyczaj trwa około 165 dni. Samce osiągają dojrzałość płciową w wieku 5 lat, natomiast samice w wieku 2 lat. Pomimo wysokiej śmiertelności niemowląt, wynoszącej około 57%, koczkodany silnie inwestują w swoje potomstwo. Matki opiekują się swoimi młodymi przez około rok, zanim pozwolą im wieść indywidualne życie.

### Rola w ekosystemie
Z racji iż gatunek ten żywi się on owocami, prawdopodobnie odgrywa dużą rolę w rozsiewaniu nasion. Ponadto w związku z roślinożerną dietą konkuruje z owadami, ptakami, nietoperzami i innymi naczelnymi. Duże zagęszczenie tych małp czyni je dostępnymi dla wielu drapieżników. Są więc źródłem żywności dla innych organizmów, w tym afrykańskich kotów, drapieżnych ptaków, a czasem pawianów. Na Karaibach i w Ameryce Środkowej ludzie są jedynymi udokumentowanymi zagrażającymi im drapieżnikami. Pomimo tego to pierwotniaki i pasożytnicze robaki są najczęstszymi i najbardziej szkodliwymi organizmami, które atakują te małpy na wolności.

## Status zagrożenia
W Czerwonej księdze gatunków zagrożonych Międzynarodowej Unii Ochrony Przyrody i Jej Zasobów został zaliczony do kategorii LC (ang. least concern ‘najmniejszej troski’).